# Gotha Go 229 (Horten Ho IX)
Horten Ho IX često nazivan Gotha Go 229 ili Ho 229 je prototip borbenog aviona izrađenog potkraj 2. svjetskog rata kojeg karakterizira nevidljivost za radar. Dizajn su napravila braća Reinmar i Walter Horten, a izgradila ga je Gothaer Waggonfabrik. Zamisao aviona je bila da dostigne zahtjev 3x1000 Hermanna Göringa (želio je da svi avioni Luftwaffea budu izraženi po tom projektu). Projekt 3x1000 je predstavljao zrakoplov koji je mogao ponijeti 1.000 kg bombi, imao domet od 1.000 km, a brzina je trebala biti 1.000 km/h. Gotha Go 229 je jedini zrakoplov Luftwaffea koji je došao blizu zadanih zahtjeva.

## Povijest
Braća Horten su davnih 1930-ih godina radili na principu tzv. letećeg krila kako bi poboljšali performanse zračnih jedrilica. Tadašnja Njemačka vlada financirala je dizajnere jedrilica jer zbog zabrane proizvodnje vojnih zrakoplova propisane Versailleskim ugovorom nisu mogli proizvoditi nikakva vojna sredstva. Leteće krilo je dizajnirano tako da se miču sve nepotrebne površine, a to omogućava najbolju aerodinamiku. Nakon što je izdan zahtjev za avionima 3x1000 braća Horten su shvatila da bi njihov aerodinamičan avion mogao zadovoljiti ako mu se smanji brzina jer bi tada potrošnja goriva bila manja, ali bi se povećao dolet. Njemačko ratno zrakoplovstvo (Reichsluftfahrtministerium) je također zahtijevalo da se na avion namontiraju i dvije 30 mm strojnice jer su mislili da bi avion zbog svoje brzine, koja je tada bila puno veća nego brzina bilo kojeg savezničkog aviona, mogao biti korišten i kao lovac.
Prvi model Horten Ho IX V1 bio je jedrilica bez ikakvog pogona i pokazao se uspješnim, a model koji je slijedio bio je Horten Ho IX V2 opremljen mlaznim motorom Jumo 004B iako je BMW 003 bio poželjan motor. U trećem mjesecu 1945. godine Horten Ho IX je uključen u program Jäger-Notprogramm tj. program ubrzanog razvoja Wunderwaffea. Tokom završnice rata američki obavještajci i špijuni u SAD su donijeli informacije o razvoju njemačkih superoružja, a među njima je bio i projekt Horten Ho IX. Informacije o ovom avionu proslijeđene su Korporaciji Northrop koja se bavila letećim krilom, ali nakon što su vidjeli prijeratne nacrte braće Horten. Jack Northrop je od 1939. godine gradio prototipove letećih krila, a njegov prvi model bio je N1-M.

## Konstrukcija i varijante
Pošto je izrađen pred sam kraj rata za Hortena Ho IX je nedostajalo metala pa je improviziran te je samo njegova centralna konstrukcija metalna; krila su bila spojena od dviju drvenih ploča koje su potom zalijepljene ugljenom jedna za drugu. Nije točno poznato je li avion tako izrađen samo zbog nedostatka materijala, zbog njegove nevidljivosti na radaru ili zbog zaštite aviona od metaka. Zrakoplov je unio nekoliko novosti u zrakoplovstvo; primitivno sjedalo za izbacivanje, uvlačivo trokotačno podvozje i padobran kao kočnicu.

## Inačice
- Ho IX V1 - Jedrilica bez pogona, samo je jedna izrađena.
- Ho IX V2 - Prvi prototip s motorom, samo jedan je izrađen.
- Ho IX V3 - Poboljšano hlađenje motora (jedan se primjerak zapalio), motori su pomaknuti prema naprijed.
- Ho IX V4 - Dorađena konstrukcija trupa.
- Ho IX V5 - Također dorađena konstrukcija trupa.
- Ho IX V6 - Finalna verzija lovca/bombardera.
- Ho IX V7 - Verzija koja je zaživjela samo na papiru, a predstavljala je noćni bombarder i imala je dva sjedeća mjesta.

## Tehničke karakteristike (Horten Ho 229A (V3))
Izvori podataka: The Great Book of Fighters
Osnovne karakteristike
- posada: 1
- dužina: 7,47 m
- površina krila: 50,20 m2
- visina: 2,81 m

Letne karakteristike
- najveća brzina: 977 km/h na 12 100 metara (39 700 ft)
- dolet: 1900 km
  - borbeni dolet: 1000 km
- brzina penjanja: 22 m/s
- najveća visina leta: 16 000 m
- specifično opterećenje krila: 137,7 kg/m2
- motor: Dva Jumo 004B